# Городенка (приток Шани)
Городенка — река в Калужской области России.
Протекает по территории Износковского и Медынского районов. Исток — у деревни Городенки, впадает в реку Шаню в 50 км от её устья по правому берегу. Длина реки составляет 17 км, площадь водосборного бассейна — 40,6 км².
Вдоль течения реки расположены деревни Городенки, Гамзюки, Самсонцево, Малое Дарьино, Киреево, Чукаево, Выдровка, Хорошая и Радюкино.

## Данные водного реестра
По данным государственного водного реестра России относится к Окскому бассейновому округу, водохозяйственный участок реки — Угра от истока и до устья, речной подбассейн реки — Бассейны притоков Оки до впадения Мокши. Речной бассейн реки — Ока.
Код объекта в государственном водном реестре — 09010100412110000021528.